# 突撃ダンスホール
突撃ダンスホール（とつげきダンスホール）は、日本の音楽バンド。

## メンバー
- 寺田進：ボーカル
- 伊沢隆弘：ドラム
- 神島正樹：ベース
- 春日善光：ギター
- 吉野勝巳：ギター

## 概略
高校時代の同級生が結成したバンド。名前の元となった突然段ボールと同様、結成以来11年続いた息の長いバンドだった。元々別のバンド名を名乗っていたが、ダンスホールでのダンスパーティーに出演することからこのバンド名に改名したというエピソードが伝わっている。
1989年6月17日、平成名物TV三宅裕司のいかすバンド天国に出場（楽曲は「オレンジ色の風」）。この週キング3週目となるセメントミキサーズ（楽曲は「山田一郎 四二才」）に挑戦し、スタジオにかかっていた横断幕「イカ天の父かえる（蛙）」を実現するかのようにこれを倒して（セメントミキサーズはメンバーの多くが30代であった）8代目イカ天キングを獲得する。
翌週6月24日の放送分ではメロディアスな「メリーゴーランド」（タイトルコール時の呼称は「メリーゴーランドより愛をこめて」）を引っさげて勝ち抜きに挑んだが、イカ天史上でも屈指のギタリスト鴨下信吾を擁するダイヤモンズに敗れてキングの座を明け渡した。

## 楽曲
- メリーゴーランド（1989年、UKP - UKプロジェクト、「オレンジ色の風」「メリーゴーランド」ほか5曲を収録）
- メリーゴーランドの失恋（1990年5月25日、UKP - UKプロジェクト、全10曲を収録）